# Estrela (kommun)
Estrela är en kommun i Brasilien.   Den ligger i delstaten Rio Grande do Sul, i den södra delen av landet, 1 600 km söder om huvudstaden Brasília. Antalet invånare är 30 628.
Omgivningarna runt Estrela är en mosaik av jordbruksmark och naturlig växtlighet. Runt Estrela är det ganska glesbefolkat, med 38 invånare per kvadratkilometer.